# 韩国文学
韩国文学指在韩国产生或由韩国人创作的文学，按时间可以分为古典文学和近现代文学。古典文学有国语文学和汉文文学两条发展路线。韩国的近代文学由于日本的侵略，带有反帝反封建的性质。第二次世界大战之后，韩国文学经过近代的转型期后，进入现代期。 

## 古典文学

### 古典国语文学
韩国最早的诗歌是与音乐和舞蹈相结合的古代歌谣。记载于《三国遗事》的《龟旨歌》是现存古代文献中所能看到的最早的古代歌谣:65-70:19-20。三国时期，国语诗歌在歌谣的基础上发展出新的形式“乡歌”:71-74:21-22。统一新罗时期，乡歌得到了长足的发展。据《三国史记》记载，新罗真圣女王曾命角干魏弘和大矩和尚修撰乡歌集《三代目》:119-121:54-55。现存的高丽乡歌是高丽僧人均如所作的11首《普贤十愿歌》:270-271:18。高丽时期还出现了比乡歌更为自由的“长歌”:279-280:76-83，以及尝试将国语诗歌和汉诗相结合的“景几体”歌诗歌形式:293-297:85-91。
续乡歌、长歌、景几体歌之后，高丽时期出现了一种具有民族代表性的定型诗歌形式“时调”:299-307。时调在朝鲜王朝时期得到飞跃的发展，从士大夫文人阶层扩展到平民阶层。其基本形态也由最初的“平时调”发展出“辞说时调”和“於时调”等形式:580-582:255:26}:975-976。 在时调出现后不久，国语文坛又出现了与时调并驾齐驱的另一重要诗歌体裁“歌辞”。与时调相比，歌辞有着很高的自由度，不分章节，不限长度:582-583:32:194。时调与歌辞并称为朝鲜半岛国语诗歌“双壁”:985。朴仁老、郑澈和尹善道三人并称为韩国古典文学“三大国语诗人”:601-609。
训民正音发明后，国语文学发展提高到了一个新的层次，国语文学的体裁也更加丰富。朝鲜世宗时期的《龙飞御天歌》是第一首用韩文创作的国语诗歌:552-553:178。许筠的《洪吉童传》是较早出现的文人国语小说:1126。中世纪，在国语小说家金万重（1637-1692年）的带动下国语长篇小说发展到成熟阶段，出现了《谢氏南征记》、《九云梦》和《玉楼梦》等名著:859-872:291-299:157-163。18世纪中期以后，讲唱脚本小说开始兴起，主要代表作有《春香传》、《沈清传》、《兴夫传》、《兔子传》、《裴裨将传》等。这些作品经过韩国民间长期的流传、加工、润色后被写成小说。其中《春香传》、《沈清传》和《兴夫传》被誉为“韩国三大古典小说”。:1194-1200:325-339

### 汉文文学
朝鲜三国时期，汉字由中国传入朝鲜半岛后开拓出韩国汉文文学这一新的领域。韩国汉文文学形成于公元5世纪之前，直到19世纪末仍然表现出旺盛的生命力:4。像中世纪欧洲一些国家创作的拉丁文作品属于其本国文学一样，古代韩国人利用汉字创作的汉文文学是韩国古代社会产物和意识形态，属于韩国文学，是韩国文学史上的珍贵遗产:27。韩国现存最早的汉诗是高句丽琉璃明王所做的《黄鸟歌》。统一新罗时期汉文文学得到很大的发展，出现了强首、薛聪、金大问、崔致远等儒学大家，文学体裁形式也开始多样化，在民间口头传说的基础上发展出了史传文学和传奇文学（《新罗殊异传》），随着对外关系的发展，出现了长篇纪行文《往五天竺国传》。此外，还出现了寓言（薛聪的《花王戒》）。:97-108
高丽时期，古、近体诗、词、骚均有名作出现。韩国文学史上的三大诗人中的两位李奎报和李齐贤都是出自高丽时期，两人并称“高丽双璧”。散文方面也是古文、骈文、赋、应用文等凡中国有的散文文体无所不用，并且达到很高的水平。高丽官修正史《三国史记》的出现确立了史书的体式。传记文学在此基础上兴盛发展起来。高丽后期还出现了稗说体散文，为后世小说的出现产生了积极的影响:253-266。
朝鲜王朝时期汉文文学继续蓬勃发展:974-1021。1918年，文士张志渊收集、整理的朝鲜文人汉诗集《大东诗选》是韩国文学史上规模最为庞大的汉诗集:1065。15世纪，朝鲜文人金时习创作的《金鳌新话》一般被认为是韩国文学史上第一部真正意义上的小说”:794-803:77-88。

## 近代文学
1860年代韩国开港后，传统的世界观和价值观随着外来思潮和事物的进入生了巨大的变化，韩国文学进入到近代文学时期:8。由于日本帝国主义近代对韩国的侵略，韩国近代新文学有着反帝、反封建的一面:2-3。1906年，李人植在《万岁报》上连载的《血之泪》是韩国文学史的首部新小说:138-139。1917年连载于《每日申报》的李光洙长篇小说《无情》是韩国近代文学史上的第一部近代小说:140-141:38:72。
1919年的“三一运动”之后，韓國文學有了新的面貌:87-120。这一时期的小说不仅摆脱了以李光洙小说为代表的普遍具有启蒙性和目的性的局限性，赋予作品艺术性外，还表现出对多种文艺思潮的关注:89。1923年的新倾向派文学和1925年成立“卡普”（无产阶级艺术联盟）则与之形成激烈的对比:118-120。1930年代，日本帝国主义的掠夺使得韩国农村一片荒芜。反映农民困苦生活的农民小说在这一时期开始出现。代表作包括李光洙的《土地》（1933年）、李萁永的《故乡》（1933-1934年）、沈熏的《常青树》（1935年）等:199。
1940年代，随着中日战争的白热化和太平洋战争的爆发，日本帝国主义在韩国疯狂推行同化政策，禁止韩语的使用，强迫韩国文坛日语化。《东亚日报》、《朝鲜日报》等所有韩文报纸和杂志被强迫停刊，KAPF被迫解散。有的作家選擇放棄創作，有些現實主義和文學主義的作家將文風轉向諷刺、歷史、浪漫小說，不再有政治性和社會性的內容，對於現況不敢正面描寫，但仍可看出當時社會的模樣。:17也有像尹東柱的抗日文人不願向日帝妥協，最終死於獄中，被認為是「閃爍在黑暗夜空里的一顆星」其代表作有《等待黎明》、《十字街》、《可怕的時刻》、《出口成章》、《路》等。

## 现代文学
1945年日本无条件投降后，韩国本国文学重新得到恢复。这一时期的解放小说主要有四个方面的主题：回归故乡（代表作有金东里的《穴居部族》等）、清算日帝罪恶（代表作有蔡万植的《田故事》等）、南北问题的迫切现实（田荣泽的《牛》等）、和讽刺解放后混乱局势（代表作有严想涉的《破产》）。1950年代的韩国文学作品主要是揭示韩战给人民物质和精神上造成的创伤。1960-70年代的韩国文学主要是表现南北问题的认识、农民生活、工业化、城市化带来的社会病、经济发展后的富裕生活等。朴景利的《土地》是这一时期最著名的小说。这一时期的其它代表作包括崔仁熏的《广场》，安寿吉的《北间岛》，黄皙暎的《去三浦的路》，吴贞姬的《火的江》等。1980年代，大河小说煥發生机，代表作有黄皙暎的《张吉山》等。1990年代，大量商业小说开始出现，比如洪盛原的《月和刀》。另外许多女性作家开始在韩国文坛出现。2016年，女作家韩江获国际布克奖，后又于2024年摘得诺贝尔文学奖。
隨著網路科技的發展，韓國踏入網路時代的同時，陸續出現許多撰寫網路小說的網路作家。

## 韩国本土以外的韩国文学
韩国文学在1980年代之前圉于多种条件的限制，在八十年代后随着多角度的翻译工作的进行而渐渐为外国人所知。Flowers of Fire是第一本被翻译为英文的韩文诗集。